# Mercado Vermelho
O Edifício do Mercado Vermelho, ou Mercado do Tito, é atualmente o único edifício de mercado inscrito na Lista do Património de Macau (Decreto-Lei n.º 83/92/M do Governo de Macau-Português (página de apoio ao arquivo, edifício de valor arquitetónico), e um dos mercados de Macau ainda em funcionamento. O Edifício do Mercado Vermelho, situado no cruzamento da Avenida Horta e Costa com a Avenida do Conselheiro de Almirante de Macau, foi construído em 1936.

## Arquitetura
O Edifício do Mercado Vermelho é um edifício de três andares, construído em tijolo vermelho. A planta é simétrica, com uma torre no centro e torres de canto em cada um dos quatro cantos, o que faz dele um edifício monumental. Para aumentar a resistência do edifício e alargar a sua altura em perspetiva, as colunas estruturais sobressaem das paredes e os elementos estruturais são decorativos. Uma vez que a torre no centro e as torres de canto nos quatro cantos são estruturas sem uso prático, o edifício é considerado um edifício modernista, mas é considerado um edifício Art Déco devido à sua ênfase na decoração. O edifício do Mercado Vermelho tem grandes janelas em todos os lados e uma escadaria central, o que proporciona uma excelente ventilação e iluminação.

## Galeria de fotos

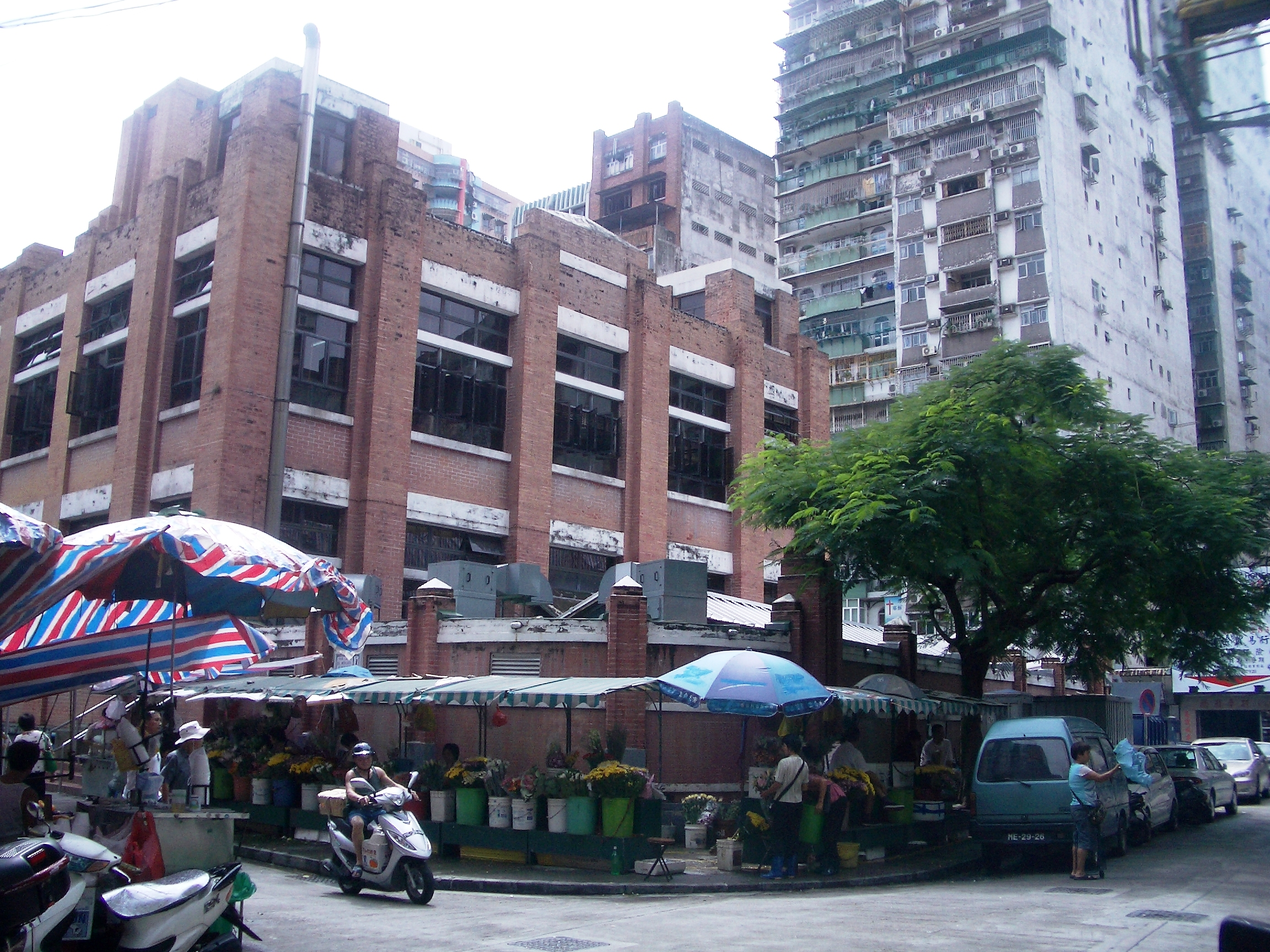
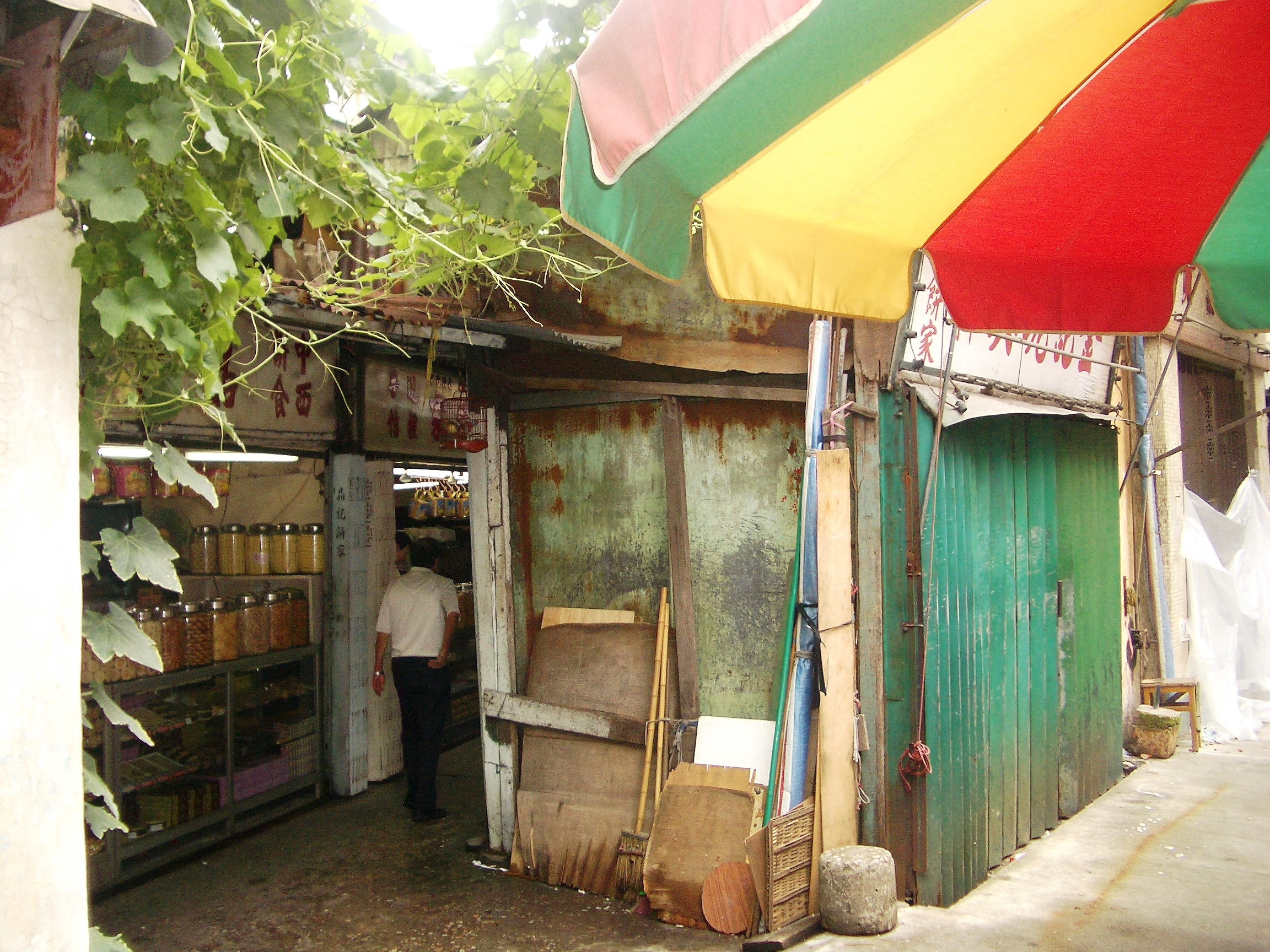
A entrada oeste de "Peach Blossom Hill"
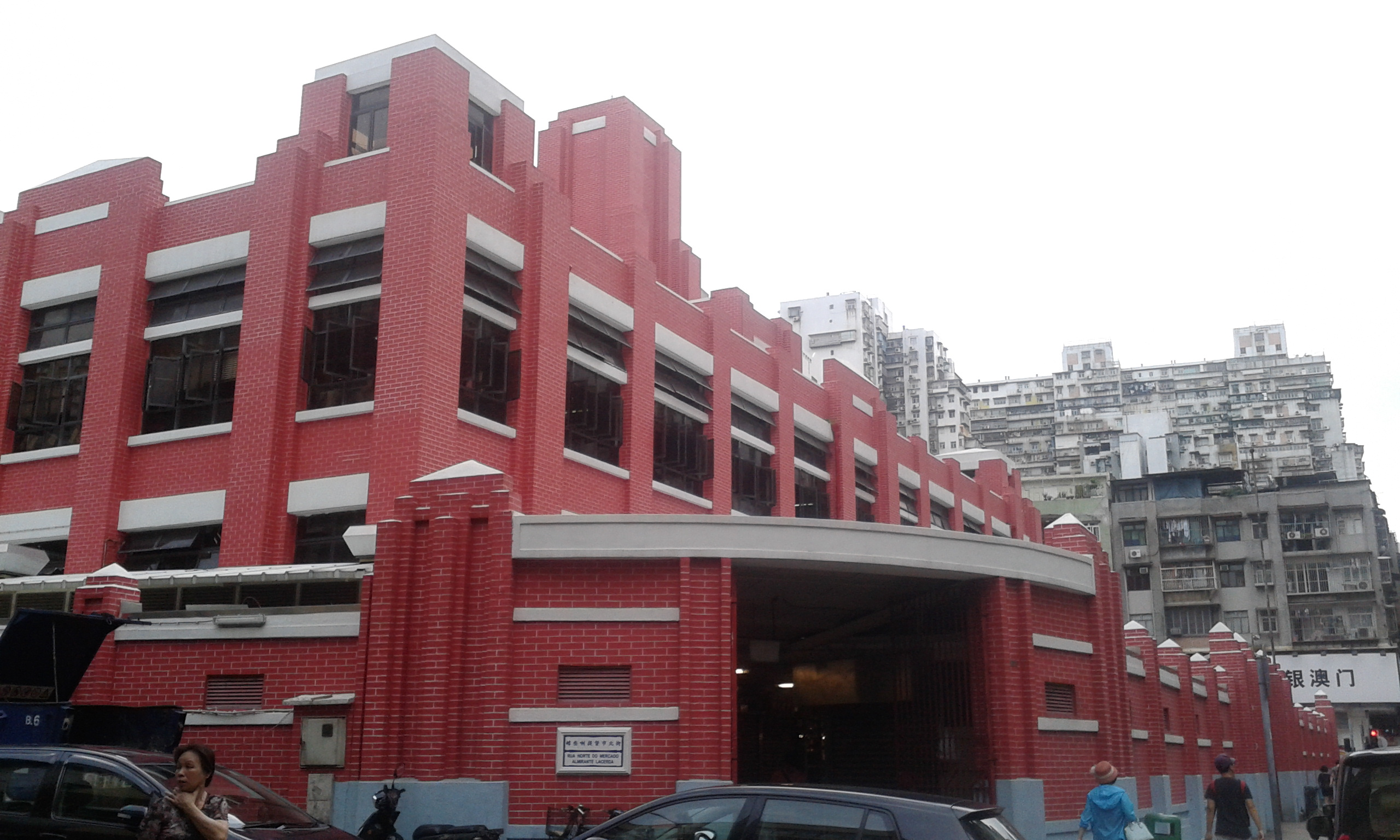
Entrada do mercado vermelho
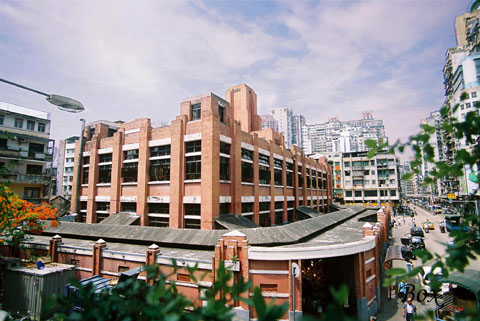